# Far Eastern Air Transport
FAT Taiwan Inc. (en chino tradicional, 遠東航空股份公司; en chino simplificado, 远东航空股份有限公司; pinyin, Yuǎndōng Hángkōng Gǔfèngōngsī), que operaba como Far Eastern Air Transport (FAT, t: 遠東航空, s: 远东航空, p: Yuǎndōng Hángkōng), era una aerolínea con sede en el distrito de Songshan, Taipéi, Taiwán. Su base principal era el Aeropuerto de Taipéi Songshan.
Fue fundada en 1957, operaba servicios domésticos de Taipéi y Kaohsiung a cinco ciudades de la región y servicios internacionales al Sudeste Asiático, Corea del Sur y Palaos. Después de una cadena de crisis financieras que estallaron a principios de 2008, la aerolínea anunció públicamente su quiebra y detuvo todos los vuelos 13 de mayo de 2008. Reanudó sus servicios en 18 de abril de 2011 La aerolínea finalmente cesó sus operaciones en diciembre de 2019.

## Historia

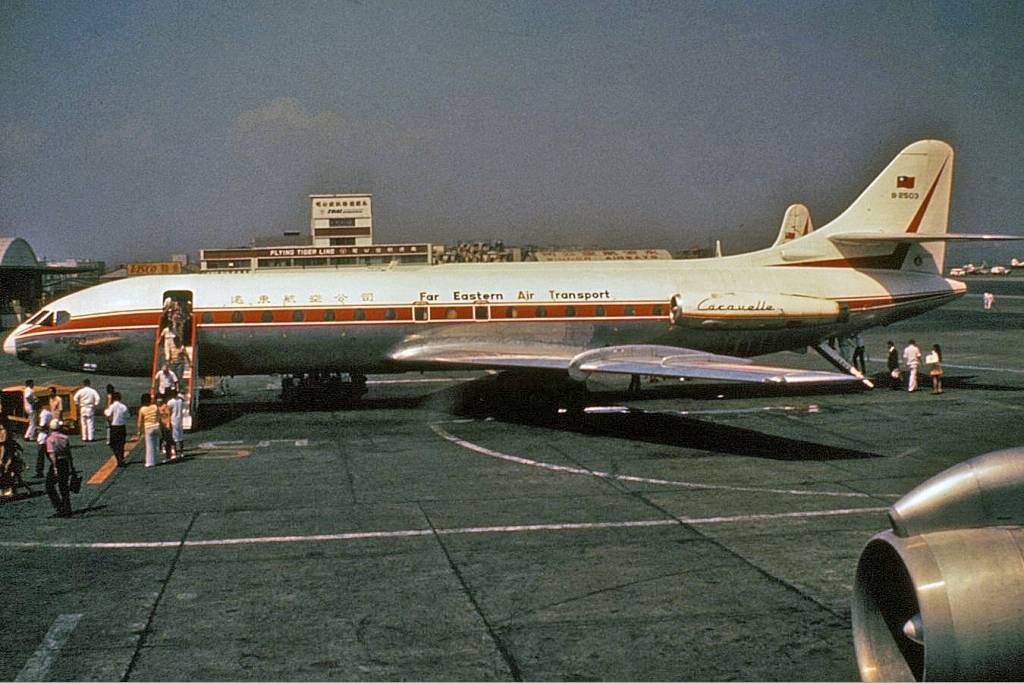
Caravelle de Far Eastern Air Transport en 1972.

La aerolínea fue fundada en 1957 y comenzó a operar en noviembre del mismo año. Originalmente se centró en vuelos chárter, hasta la introducción de los servicios regulares en enero de 1965. Durante los próximos 30 años esta compañía fue la marca n.º 1 en rutas nacionales taiwanesas y se le concedió el derecho a volar vuelos internacionales regulares a Palaos y Subic Bay en 1996, desde el Aeropuerto Internacional de Kaohsiung. Comenzó operaciones de carga en la región de Asia en 2004. La aerolínea tenía 1220 empleados (a marzo de 2007). A partir de 2004, FAT invirtió en la compañía aérea de Camboya, Angkor Airways. Angkor Airways posteriormente cerró las operaciones de vuelo el 9 de mayo de 2009. El presidente, Alex Lou fue puesto en custodia por la policía camboyana el 9 de mayo de 2009 por su presunto abuso de confianza.
Debido a los cada vez más altos precios del combustible y a la inauguración del tren de alta velocidad de Taiwán, la aerolínea sufrió pérdidas financieras desde principios de 2007 y la situación se vio seriamente agravada por la mala gestión financiera y las inversiones de riesgo. El 13 de febrero de 2008 FAT no pagó $848 000 de deuda que tenía con el International Clearing House, una filial financiera de IATA, como resultado IATA canceló la membresía de la aerolínea. Aunque un tribunal local concedió la solicitud de reestructuración de FAT el 23 de febrero de 2008, en los próximos tres meses no logró obtener los fondos necesarios y la protección de bancarrota de la compañía expiró el 22 de mayo.
El 27 de noviembre de 2010, un MD-83 (número de matrícula: B-28025) de FAT, inició pruebas de vuelo en el aeropuerto de Taipéi-Songshan a las 10am. El avión aterrizó con éxito y regresó al aeropuerto a las 12:20pm. Las autoridades de aviación en Taiwán le otorgaron una licencia de vuelo de prueba a FAT, pero requería un vuelo adicional de prueba y 50 millones de dólares taiwaneses como depósito antes de la re-concesión de una licencia de explotación aérea. La aerolínea reanudó sus servicios el 18 de abril de 2011.
La aerolínea finalmente cesó sus operaciones en diciembre de 2019.

## Rutas

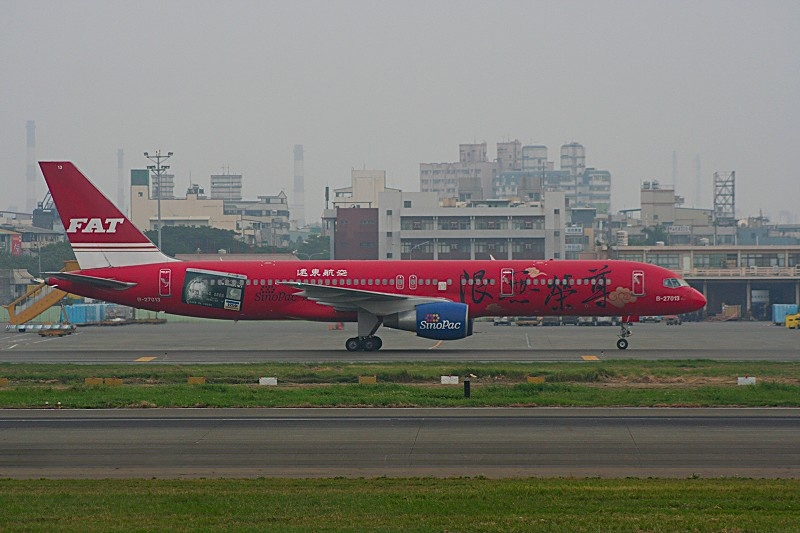
Boeing 757-27A "B-27013" de Far Eastern Air Transport en Kaohsiung en octubre de 2006

### Rutas nacionales
- Taipéi ─ Kinmen
- Taipéi ─ Makung
- Taichung ─ Kinmen
- Taichung ─ Makung
- Kaohsiung ─ Kinmen
- Kaohsiung ─ Makung
- Kinmen ─ Makung

### Rutas a través del estrecho
| Ciudad    | Aeropuerto                                 | Destino      | Aeropuerto                 | Notas                   |
| --------- | ------------------------------------------ | ------------ | -------------------------- | ----------------------- |
| Taipéi    | Aeropuerto de Taipéi-Songshan              | Taiyuan      | Aeropuerto de Taiyuan      |                         |
| Taipéi    | Aeropuerto de Taipéi-Songshan              | Tianjin      | Aeropuerto de Tianjín      |                         |
| Taipéi    | Aeropuerto Internacional de Taiwán Taoyuan | Shijiazhuang | Aeropuerto de Shijiazhuang |                         |
| Taipéi    | Aeropuerto Internacional de Taiwán Taoyuan | Heféi        | Aeropuerto de Heféi        |                         |
| Taipéi    | Aeropuerto Internacional de Taiwán Taoyuan | Guiyang      | Aeropuerto de Guiyang      |                         |
| Taipéi    | Aeropuerto Internacional de Taiwán Taoyuan | Yinchuan     | Aeropuerto de Yinchuan     |                         |
| Taichung  | Aeropuerto de Taichung                     | Taiyuan      | Aeropuerto de Taiyuan      |                         |
| Taichung  | Aeropuerto de Taichung                     | Shijiazhuang | Aeropuerto de Shijiazhuang |                         |
| Taichung  | Aeropuerto de Taichung                     | Hohhot       | Aeropuerto de Hohhot       |                         |
| Kaohsiung | Aeropuerto Internacional de Kaohsiung      | Chengdú      | Aeropuerto de Chengdú      |                         |
| Kaohsiung | Aeropuerto Internacional de Kaohsiung      | Nanning      | Aeropuerto de Nanning      |                         |
| Kaohsiung | Aeropuerto Internacional de Kaohsiung      | Guilin       | Aeropuerto de Guilin       | 20 de mayo de 2014      |
| Kaohsiung | Aeropuerto Internacional de Kaohsiung      | Wuhan        | Aeropuerto de Wuhan        | 08-22 de mayo de 2014   |
| Kaohsiung | Aeropuerto Internacional de Kaohsiung      | Taiyuan      | Aeropuerto de Taiyuan      |                         |
| Kaohsiung | Aeropuerto Internacional de Kaohsiung      | Nanchang     | Aeropuerto de Nanchang     |                         |
| Kaohsiung | Aeropuerto Internacional de Kaohsiung      | Yichang      | Aeropuerto de Yichang      | 10 de mayo de 2014      |
| Makung    | Aeropuerto de Makung                       | Wuhan        | Aeropuerto de Wuhan        | 1,15,29 de mayo de 2014 |
| Makung    | Aeropuerto de Makung                       | Zhengzhou    | Aeropuerto de Zhengzhou    | 12 de mayo de 2014      |

### Internacionales (chárter)

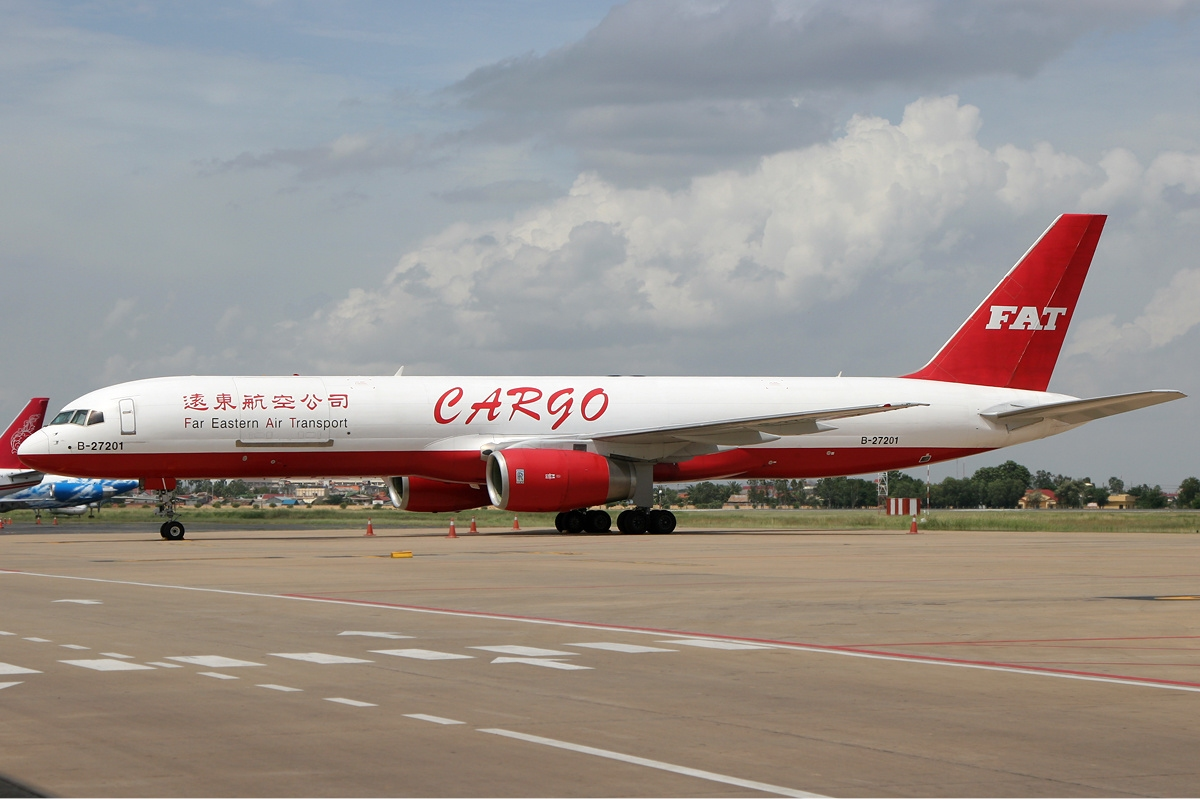
Boeing 757 de Far Eastern Air Transport

Filipinas
- Cebú
- Laoag

Camboya
- Siem Riep

Corea
- Busan
- Jeju
- Cheongju
- Gwangju

Japón
- Kochi
- Toyama
- Nagasaki
- Yamaguchi
- Ube

## Flota

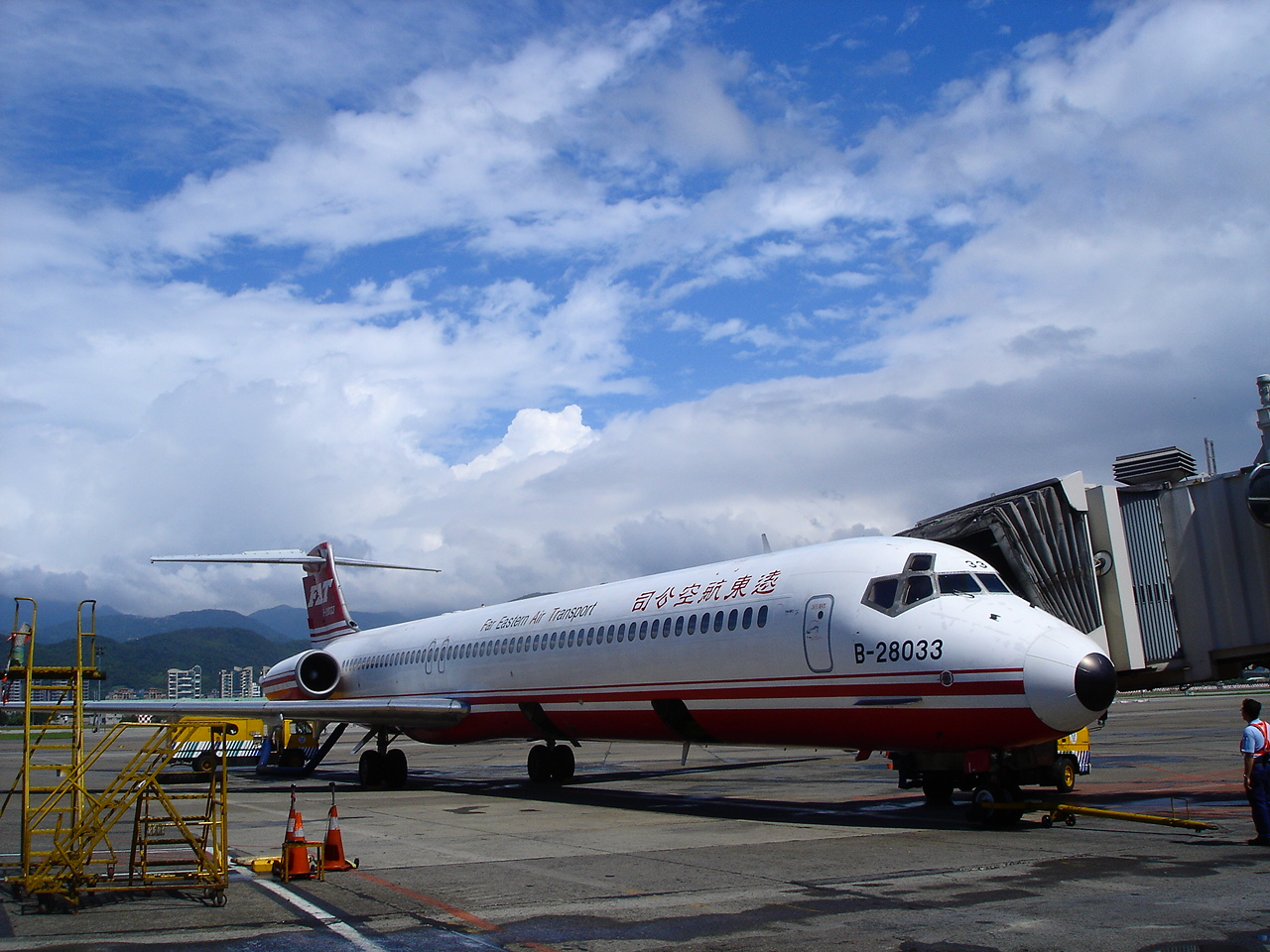
MD-82 de Far Eastern Air Transport en el aeropuerto de Taipéi-Songshan

La flota de Far Eastern Air Transport se compone de las siguientes aeronaves (a partir de agosto de 2013):

### Previamente operados
- Beechcraft C-45 Expeditor
- Boeing 737
- Boeing 757-200
- Douglas C-47
- Douglas DC-6B
- Handley Page Herald
- Sud Aviation Caravelle
- Vickers Viscount

## Enlacesl externos
- Wikimedia Commons alberga una categoría multimedia sobre Far Eastern Air Transport.
- Far Eastern Air Transport (en chino)
- Far Eastern Air Transport Fleet

- Datos: Q704694
- Multimedia: Far Eastern Air Transport / Q704694